# Suborbitální kosmický let

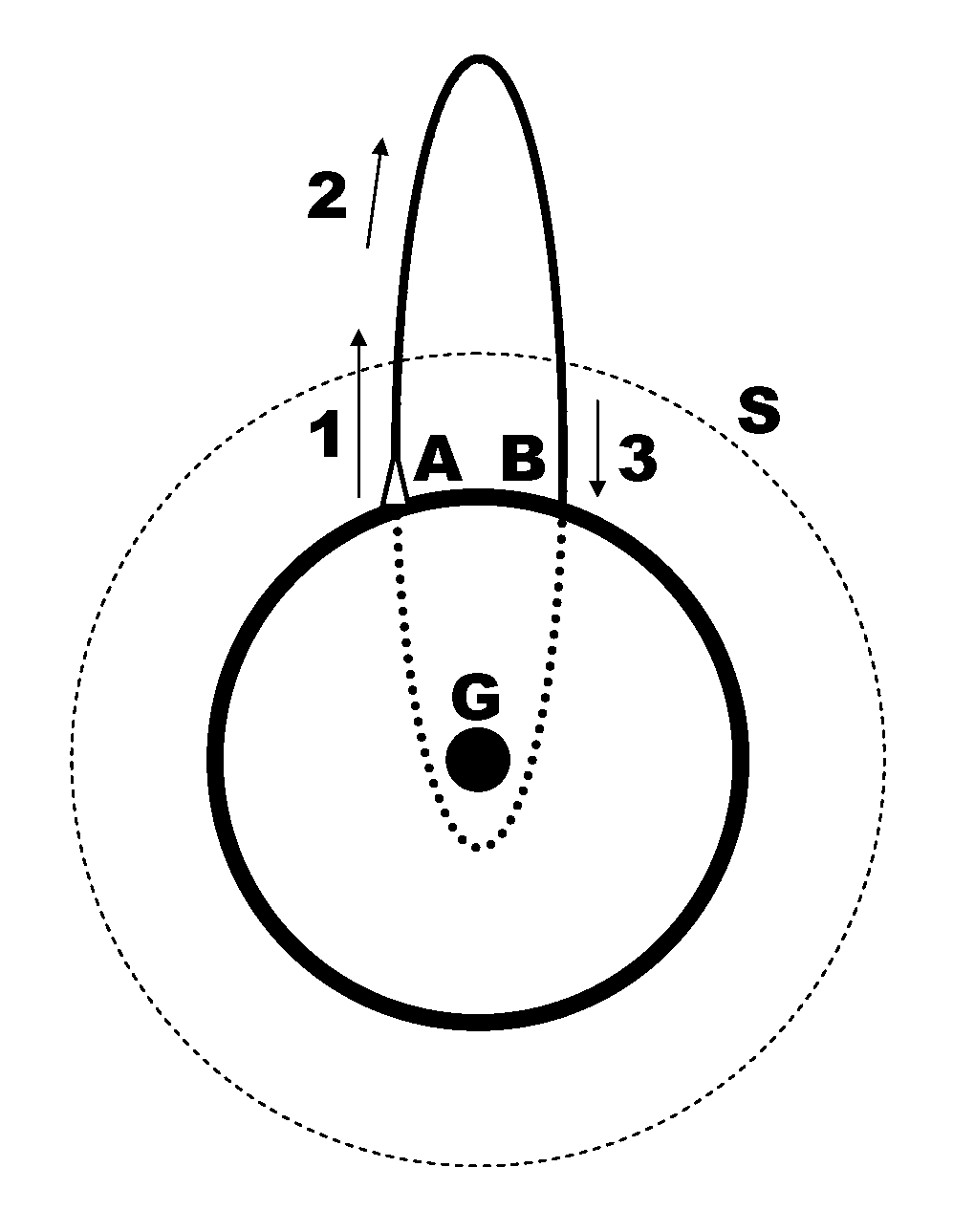
Schéma suborbitálního letu: A – start, B – přistání, G – těžiště Země, S – stratosféra, 1 – vzlet, 2 – mikrogravitace, 3 – návrat. Setrvačný let (2) probíhá po elipse, v jejímž ohnisku sa nachází těžiště Země.

Suborbitální kosmický let nebo jen suborbitální let je let, který nedosáhl oběžné dráhy, ale překonal nebo se přiblížil hranici vesmíru. Pilotované i nepilotované suborbitální lety posloužily jako testy kosmických lodí a nosných raket pro budoucí orbitální lety, ale některá dopravní zařízení byla exkluzivně navržena pro suborbitální lety. Například pilotované X-15 a SpaceShipOne, nepilotované mezikontinentální balistické rakety a různé typy sondážních raket. Při vynášení družic se po suborbitální dráze pohybují nižší stupně raket. Často bývá i poslední stupeň nosné rakety uveden na dráhu těsně suborbitální, sám zanikne v atmosféře a teprve malý manévr motorky samotné družice ji uvede na stabilní oběžnou dráhu (např. raketoplán).
Suborbitální lety se nesmí zaměňovat s částečnými orbitálními lety na nízké oběžné dráze Země s opuštěním oběžné dráhy před dokončením jednoho celého obletu, jako například při Fractional Orbital bombardment System, což je koncept orbitálního jaderného bombardování.